# Andrea Pollack
Andrea Pollack (Schwerin, 8 maggio 1961 – Berlino, 13 marzo 2019) è stata una nuotatrice tedesca.
Specializzata nella farfalla e nei misti, ha vinto tre medaglie d'oro alle olimpiadi: 2 a Montreal 1976 e una a Mosca 1980. Altri tre argenti completano il suo palmarès olimpico.
È stata primatista mondiale nei 100 m e 200 m farfalla e delle staffette 4x100 m sl e 4x100 m misti. È diventata una dei Membri dell'International Swimming Hall of Fame.

## Palmarès
- Olimpiadi
  - Montreal 1976: oro nei 200 m farfalla e nella staffetta 4x100 m misti, argento nella 100 m farfalla e nella staffetta 4x100 m sl.
  - Mosca 1980: oro nella staffetta 4x100 m misti, argento nei 100 m farfalla.
- Mondiali
  - 1978 - Berlino: argento nei 100 m farfalla e nella staffetta 4x100 m misti, bronzo nei 200 m farfalla.
- Europei
  - 1977 - Jönköping: oro nei 100 m farfalla e nella staffetta 4x100 m misti, argento nei 200 m farfalla.